# Zaleszczyki (gmina)
Zaleszczyki – dawna gmina wiejska w powiecie zaleszczyckim województwa tarnopolskiego II Rzeczypospolitej. Siedzibą gminy było miasto Zaleszczyki, które stanowiło odrębną gminę miejską.
Gminę utworzono 1 sierpnia 1934 r. w ramach reformy na podstawie ustawy scaleniowej z dotychczasowych gmin wiejskich: Bedrykowce, Dobrowolany, Dźwiniacz, Iwanie Złote, Pieczarna i Żeżawa.
W 1937 przyznano obywatelstwo honorowe gminy staroście zaleszczyckiemu Józefowi Krzyżanowskiemu.
Od września 1939 do lipca 1941 gmina znajdowała się pod okupacją ZSRR, a 1 sierpnia 1941 weszła w skład Generalnego Gubernatorstwa i nowo utworzonego dystryktu Galicja. Gmina przynależała odtąd do powiatu czortkowskiego (Kreishauptmannschaft Czortków). Przyłączono do niej wówczas gromadę Błyszczanka ze zlikwidowanej Uhryńkowce. W 1943 roku gmina składała się z siedmiu gromad (Bedrykowce, Błyszczanka, Dobrowolany, Dźwiniacz, Iwanie Złote, Pieczarna i Żeżawa) i liczyła 9.432 mieszkańców.
Po II wojnie światowej obszar gminy znalazł się w ZSRR.